# (74444) 1999 CJ12
1999 سي جاي 12 (ويعرف أيضًا باسم (74444) 1999 سي جاي 12 وفق تسمية الكوكب الصغير) (بالإنجليزية: 1999 CJ12)‏ هو كويكب ضمن حزام الكويكبات؛ وترتيبه 74444 من حيث الاكتشاف.
اكتُشف هذا الجُرم الفلكي بواسطة بحث لنكولن عن الكويكبات القريبة من الأرض في 12 فبراير 1999.

## وصلات خارجية
- (74444) 1999 CJ12 في قاعدة بيانات مختبر الدفع النفاث لأجرام النظام الشمسي الصغيرة

- الاكتشاف · مخطط المدار ·  العناصر المدارية · المعلمات المادية

- (74444) 1999 CJ12 على موقع ويكي سكاي: DSS2, SDSS, GALEX, IRAS, Hydrogen α, X-Ray, Astrophoto, Sky Map, Articles and images